# Јакоб Ингебригтсен
Јакоб Ингебригтсен (норв. Jakob Ingebrigtsen; Санднес, 19. септембар 2000.) норвешки је атлетичар који се такмичи у тркама на 1.500, 3.000 и 5.000 метара.

## Биографија

### Одрастање
Јакоба и његову старију браћу Хенрика и Филипа тренирао је до 2022. њихов отац Гјерт. Родитељи Гјерт и Тоне потичу из породица рибара и пољопривредника.

### Јуниорска каријера
Освојио је две златне медаље на Европском јуниорском првенству у Гросету 2017. тријумфујући на 5.000 метара и 3.000 метара са препрекама. 2018. прво је освојио две медаље на јуниорском првенству (сребро на 1.500 метара и бронзу на 5.000 метара), а затим је, још увек као јуниор, освојио две златне медаље на сениорском Европском првенству, победивши на 1.500 и 5.000 метара. 2019. освојио је злато и сребро на Европском првенству у дворани у Глазгову и био је финалиста у трчању на 1.500 и 5.000 метара на Светском првенству у Дохи.

### Сениорска каријера
Европски је рекордер у трци на 1.500 метара у времену 3:26,73  и у трчању на једну миљу у времену 3:43.73. Држи светски рекорд на 3.000 метара у времену 7:17,55. У трчању у дворани држи светски рекорд на 1.500 метара у времену 3:29,63. којег је истрчао 13. фебруара 2025. у Лијевену као пролазно време у трци на једну миљу, где је такође истрчао данас актуелни светски рекорд у дворани (3:45,14). у Бриселу је истрчао светски рекорд на 2.000 метара у времену 4:43.13. До 2023. држао је европски рекорд у трчању на 5.000 метара у времену 12:48.45.
2021. постао је олимпијски шампион у Токију, поставивши време 3:28,32 за нови олимпијски рекорд у дисциплини 1.500 метара. Злато је освојио у Паризу 2024. победивши у трци на 5.000 метара.
Светски је првак у дисциплини 5.000 метара на првенству у Јуџину 2022. и Будимпешти 2023.
Укупно има 6 златних медаља на Европским првенствима на отвореном и 7 златних и једну сребрну на дворанским Европским првенствима.

### Приватно
Јакоб се 23. септембра 2023. оженио Елизабет Асерсон, са којом је био у вези седам година. Њихова ћерка Филипа рођена је 25. јуна 2024.
У октобру 2023. браћа Јакоб, Филип и Хенрик оптужили су свог оца Гјерта  за породично насиље. У 2024. Гјерт је, по норвешком закону, у седам тачака оптужен за породично насиље. Судски процес је кренуо у марту 2025. уз учешће преко 30 сведока.

## Лични рекорди
|              | Дисциплина                 | Резултат | Место              | Датум               | Напомена |
| ------------ | -------------------------- | -------- | ------------------ | ------------------- | -------- |
| На отвореном | 800 метара                 | 1:46,44  | Осло, Норвешка     | 30. јун 2020.       |          |
| На отвореном | 1.500 метара               | 3:26,73  | Монако             | 12. јул 2024.       | ЕР       |
| На отвореном | Једна миља                 | 3:43,73  | Јуџин, САД         | 16. септембар 2023. | ЕР       |
| На отвореном | 2.000 метара               | 3:43,13  | Брисел, Белгија    | 8. септембар 2023.  | СР       |
| На отвореном | 3.000 метара               | 7:17,55  | Хожов, Пољска      | 25. август 2024.    | СР       |
| На отвореном | 3.000 метара са препрекама | 8:26,81  | Кортрајк, Белгија  | 8. јул 2017.        |          |
| На отвореном | Две миље                   | 7:54,10  | Париз, Француска   | 9. јун 2023.        | СР       |
| На отвореном | 5.000 метара               | 12:48,45 | Фиренца, Италија   | 10. јун 2021.       |          |
| У дворани    | 800 метара                 | 1:52,01  | Берум, Норвешка    | 4. фебруар 2018.    |          |
| У дворани    | 1.500 метара               | 3:29,63+ | Лијевен, Француска | 13. фебруар 2025.   | СР       |
| У дворани    | Једна миља                 | 3:45,14  | Лијевен, Француска | 13. фебруар 2025.   | СР       |
| У дворани    | 3.000 метара               | 7:40,32  | Истанбул, Турска   | 5. март 2023.       |          |
| На друму     | 10 километара              | 27:27+   | Копенхаген, Данска | 15. септембар 2024. |          |
| На друму     | Полумаратон                | 1:03:13  | Копенхаген, Данска | 15. септембар 2024. |          |

+ Измерено као пролазно време у дужој трци

### Трка на 1.500 метара
- Освајачи медаља на Олимпијским играма
- Освајачи медаља на светским првенствима на отвореном
- Освајачи медаља на светским првенствима у дворани
- Освајачи медаља на европским првенствима на отвореном
- Освајачи медаља на европским првенствима у дворани

### Трка на 3.000 метара
- Освајачи медаља на светским првенствима у дворани
- Освајачи медаља на европским првенствима у дворани

### Трка на 5.000 метара
- Освајачи медаља на Олимпијским играма
- Освајачи медаља на светским првенствима на отвореном
- Освајачи медаља на европским првенствима на отвореном